# Geroda cornifera
Geroda cornifera är en fjärilsart som beskrevs av Walker 1865. Geroda cornifera ingår i släktet Geroda och familjen nattflyn. Inga underarter finns listade i Catalogue of Life.